# Художник в мастерской
«Художник в мастерской» — картина голландского художника Рембрандта, написанная около 1628 года. Находится в Музее изящных искусств Бостона.

## Сюжет
На картине изображена мастерская художника, которая, возможно, соответствовала комнате, где работал сам Рембрандт. Запечатлён момент противостояния художника и его мольберта. Из-за того, что мольберт располагается на переднем плане, а художник в глубине комнаты, фигура мольберта принимает монументальные размеры, отбрасывая огромную тень на дверь, словно не допуская вмешательство в отношения художника и его полотна. В качестве художника Рембрандту, возможно, позировал его ученик Геррит Доу.

## Описание
Художник одет в широкополую шляпу и блузу, будто присутствуя на некой церемонии. Он не обращает никакого внимания на зрителя, полностью погрузившись в своё полотно. Сам мольберт повёрнут к зрителю обратной стороной, таким образом художник и холст становятся единственными действующими лицами картины. Каждый предмет в сцене изображает рабочее пространство художника.